# Copelatus aemulus
Copelatus aemulus is een keversoort uit de familie waterroofkevers (Dytiscidae). De wetenschappelijke naam van de soort is voor het eerst geldig gepubliceerd in 1995 door Bilardo & Rocchi.